# Daniel Yarnton Mills
Daniel Yarnton Mills est un joueur d'échecs écossais, plusieurs fois champion d'Écosse et impliqué dans l'organisation et la diffusion du jeu d'échecs Outre-Manche né le 29 août 1849 à  Stroud, au Royaume-Uni de Grande-Bretagne et d'Irlande et mort le 18 décembre 1904 à Londres.

## Palmarès
Il est le deuxième joueur à remporter le championnat d'échecs d'Écosse, après John Crum. Il le remporte à huit reprises, lors des éditions de 1885, 1887, 1892, trois fois consécutives, en 1895, 1896, et 1897, et à nouveau en 1899 et 1900. Il a aussi remporté le championnat britannique d'échecs en 1890.
Il a encore joué lors du match entre le Royaume-Uni et les États-Unis (1896-1911) sans perdre la moindre partie.

## Activités fédérales
Très actif, il est l'un des fondateurs du Brittish Chess Club et de la première fédération britannique des échecs (Brittish Chess Association), ainsi que secrétaire de la première fédération écossaise des échecs (Scottish Chess Association).